# WINTER FANTASIA 2009 〜DCTgarden "THE LIVE!!!"
『WINTER FANTASIA 2009 〜DCTgarden "THE LIVE!!!"』（ウインターファンタジアにせんきゅう ディーシーティーガーデン ザライブ）は、DREAMS COME TRUEのライブビデオ。2010年12月24日発売。

## 解説
- DREAMS COME TRUE主催のライブ「WINTER FANTASIA 2009 〜DCTgarden "THE LIVE!!!"」の、DREAMS COME TRUE出演部分の模様を商品化。
- DREAMS COME TRUEのファンクラブ「POWER PLANT」会員限定の販売。
- 元々は公開する予定のなかった資料用映像であった。しかし、ファンからの要望に応え、シングル「ねぇ」、「生きてゆくのです♡」の初回限定盤付属DVDにダイジェスト版を収録。その後、ファンクラブ会員限定でインターネットでフル動画を公開し、その後商品化される運びとなった。
- アルバム「DO YOU DREAMS COME TRUE?」の初回限定盤付属の「WINTER FANTASIA 2008 〜DCTgarden "THE LIVE!!!"」同様、「WHITE CHRISTMAS」は収録されていない。

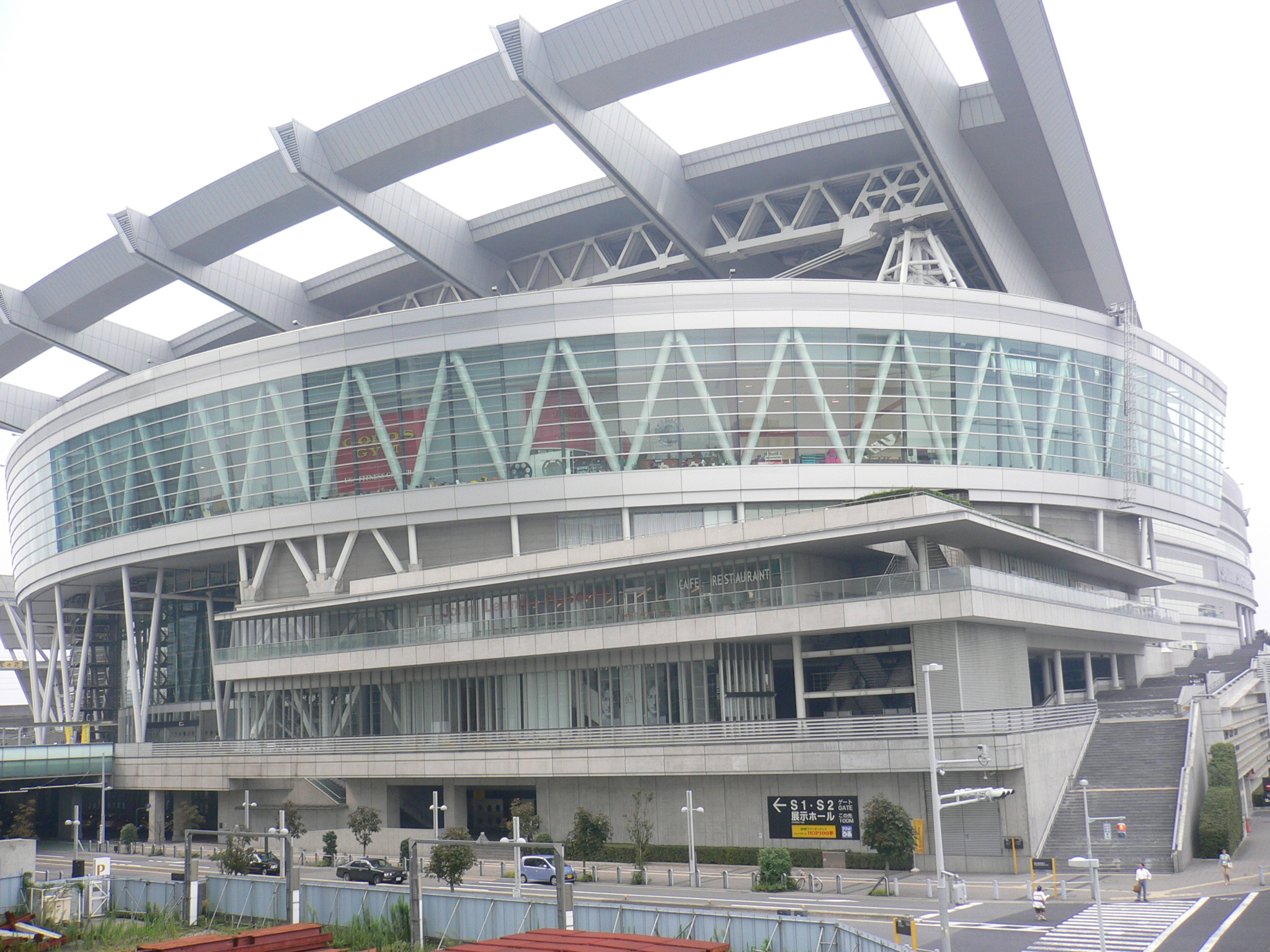
会場となったさいたまスーパーアリーナ（2005年9月撮影）

## 収録曲
1. ア・イ・シ・テ・ルのサイン 〜わたしたちの未来予想図〜
2. ていうか
3. SUNSHINE
4. サヨナラ59ers!
5. NOCTURNE 001
6. 涙の万華鏡
7. めまい
8. 連れてって　連れてって
9. SNOW DANCE
10. もしも雪なら
11. LAT.43°N 〜forty-three degrees north latitude〜
12. サンタと天使が笑う夜
13. WINTER SONG ～DANCING SNOWFLAKES VERSION～
14. その先へ feat. FUZZY CONTROL